# My Hero
My Hero – ballada rockowa amerykańskiego zespołu Foo Fighters, wydana w styczniu 1998 roku jako trzeci singel z ich drugiego albumu studyjnego The Colour and the Shape. Utwór jest dostępny do ściągnięcia w muzycznej grze komputerowej Rock Band. Reżyserem teledysku do utworu jest Dave Grohl.

## Lista utworów
CD (Wlk. Brytania)
1. „My Hero” – 4:21
2. „Baker Street” (cover Gerry’ego Rafferty’ego) – 5:39
3. „Dear Lover” – 4:34

Kaseta audio (Japonia)
1. „My Hero”
2. „Requiem” (cover Killing Joke)
3. „Drive Me Wild” (cover Vanity 6)
4. „Down In The Park” (cover Gary’ego Numana)
5. „Baker Street” (cover G. Rafferty’ego)
6. „See You” (wersja akustyczna)
7. „For All the Cows” (wersja akustyczna)

## Listy przebojów
| Lista przebojów (1998) | Pozycja |
| ---------------------- | ------- |
| UK Singles Chart       | 21      |
| Modern Rock Tracks     | 6       |
| Mainstream Rock Tracks | 8       |